# Leptocerus bheriensis
Leptocerus bheriensis är en nattsländeart som beskrevs av Malicky 1993. Leptocerus bheriensis ingår i släktet Leptocerus och familjen långhornssländor. Inga underarter finns listade i Catalogue of Life.